# Anthony Weber
Anthony Weber (* 11. Juni 1987 in Straßburg) ist ein französischer ehemaliger Fußballspieler.

## Karriere

### Verein
Anthony Weber begann seine Karriere bei Racing Straßburg. Sein Profidebüt gab er am 33. Spieltag (24. April 2007) der Ligue 2 2006/07, gegen seinen späteren Klub Stade Reims, in der 18. Minute für Kevin Gameiro eingewechselt wurde. Am Ende stieg man in die Ligue 1 auf. In der Saison 2007/08 blieb Weber ein Einsatz verwehrt. Am Ende stieg Racing Straßburg aus der Ligue 1 ab. Nachdem er in der Hinrunde der Saison 2008/09 nur auf der Bank saß, wechselte Weber in der Winterpause, auf Leihbasis, in die Unterklassigkeit des französischen Fußballs und heuerte bei Paris FC an. Nach einem halben Jahr wurde er fest verpflichtet und wurde dort Stammspieler. Weber wechselte 2010 zurück in den Profifußball und heuerte bei Stade Reims, das zuvor in die Ligue 2 aufgestiegen war, an. Seit 2012 spielt er mit der Mannschaft aus der Champagne in der höchsten Liga Frankreichs. In der Saison 2013/14 unterlief ihm dort mit drei Eigentoren ein Negativrekord.